# العلاقات اليابانية السلوفينية
العلاقات اليابانية السلوفينية هي العلاقات الثنائية التي تجمع بين اليابان وسلوفينيا.

## مقارنة بين البلدين
هذه مقارنة عامة ومرجعية للدولتين:
| وجه المقارنة                                              | اليابان         | سلوفينيا                                                      |
| --------------------------------------------------------- | --------------- | ------------------------------------------------------------- |
| المساحة (كم2)                                             | 377.97 ألف      | 20.27 ألف                                                     |
| عدد السكان (نسمة)                                         | 126.79 مليون    | 2.07 مليون                                                    |
| الكثافة السكانية (ن./كم²)                                 | 335.45          | 102.12                                                        |
| العاصمة                                                   | طوكيو           | ليوبليانا                                                     |
| اللغة الرسمية                                             | اللغة اليابانية | اللغة السلوفينية، اللغة الإيطالية، لغة مجرية                  |
| العملة                                                    | ين ياباني       | يورو، تولار سلوفيني                                           |
| الناتج المحلي الإجمالي (بليون دولار)                      | 4.87 تريليون    | 48.77 مليار                                                   |
| الناتج المحلي الإجمالي (تعادل القوة الشرائية) بليون دولار | 5.18 تريليون    | 66.01 مليار                                                   |
| الناتج المحلي الإجمالي الاسمي للفرد دولار أمريكي          | 34.52 ألف       | 20.73 ألف                                                     |
| الناتج المحلي الإجمالي للفرد دولار أمريكي                 | 36.62 ألف       | 30.40 ألف                                                     |
| مؤشر التنمية البشرية                                      | 0.903           | 0.880                                                         |
| رمز المكالمات الدولي                                      | +81             | +386                                                          |
| رمز الإنترنت                                              | .jp             | .si                                                           |
| المنطقة الزمنية                                           | توقيت اليابان   | توقيت وسط أوروبا، ت ع م+01:00، ت ع م+02:00، أوروبا/ليوبليانا ‏ |

## مدن متوأمة
في ما يلي قائمة باتفاقيات التوأمة بين مدن يابانية وسلوفينية:
- ترتبط ميوكو مع سلوفينج غرادتس باتفاقية توأمة.

## منظمات دولية مشتركة
يشترك البلدان في عضوية مجموعة من المنظمات الدولية، منها:
| علم المنظمة | اسم المنظمة                               | تاريخ انضمام اليابان | تاريخ انضمام سلوفينيا |
| ----------- | ----------------------------------------- | -------------------- | --------------------- |
|             | منظمة التعاون الاقتصادي والتنمية          | ?                    | ?                     |
|             | منظمة التجارة العالمية                    | ?                    | ?                     |
|             | الاتحاد البريدي العالمي                   | ?                    | ?                     |
|             | مجموعة الموردين النوويين                  | ?                    | ?                     |
|             | يونسكو                                    | 2 يوليو 1951         | 27 مايو 1992          |
|             | الفريق المعني برصد الأرض                  | ?                    | ?                     |
|             | مؤسسة التمويل الدولية                     | 20 يوليو 1956        | 25 فبراير 1993        |
|             | المركز الدولي لتسوية المنازعات الاستشارية | 16 سبتمبر 1967       | 6 أبريل 1994          |
|             | منظمة حظر الأسلحة الكيميائية              | ?                    | ?                     |
|             | مؤسسة التنمية الدولية                     | 27 ديسمبر 1960       | 25 فبراير 1993        |
|             | مجموعة أستراليا                           | 1985                 | 2004                  |
|             | وكالة ضمان الاستثمار متعدد الأطراف        | 12 أبريل 1988        | 19 مارس 1993          |
|             | الاتحاد الدولي للاتصالات                  | 29 يناير 1879        | 16 يونيو 1992         |
|             | منظمة الشرطة الجنائية الدولية             | ?                    | ?                     |
|             | الأمم المتحدة                             | 18 ديسمبر 1956       | 22 مايو 1992          |
|             | البنك الدولي للإنشاء والتعمير             | 13 أغسطس 1952        | 25 فبراير 1993        |
|             | المنظمة الهيدروغرافية الدولية             | ?                    | ?                     |

## وصلات خارجية
- موقع وزارة الخارجية اليابانية
- موقع وزارة الخارجية السلوفينية